# Cerrito (Río Grande del Sur)

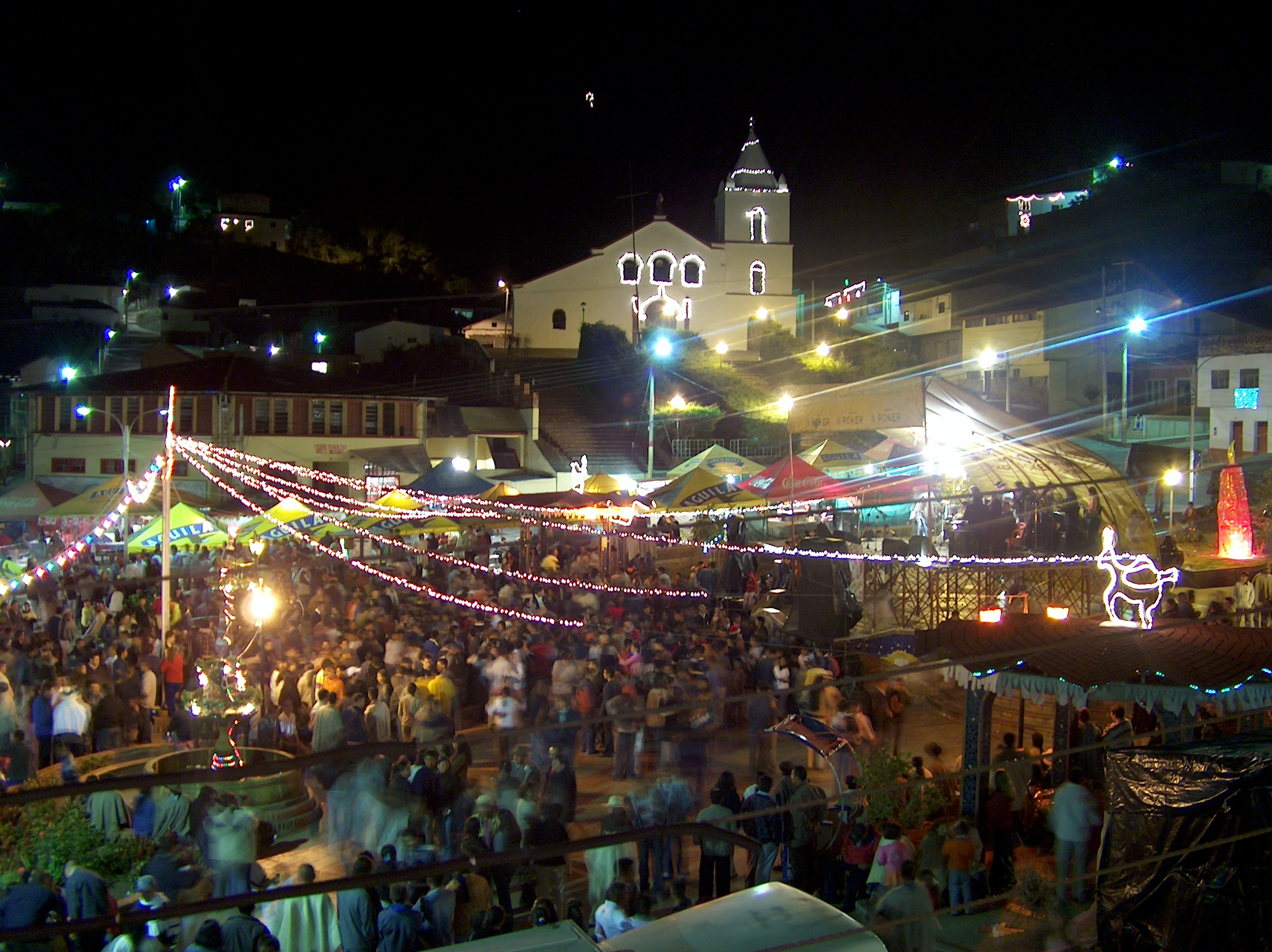
Cerrito durante la fiesta de celebración de su aniversario

Cerrito es un municipio brasilero del estado de Rio Grande do Sul.
Se encuentra ubicado a una latitud de 31º51'23" Sur y una longitud de 52º48'46" Oeste, estando a una altitud de 50 metros sobre el nivel del mar. Su población estimada para el año 2004 era de 6.928 habitantes.
Ocupa una superficie de 461,54 km².
- Datos: Q1785871
- Multimedia: Cerrito / Q1785871